# Pamproux
Pamproux là một xã thuộc tỉnh Deux-Sèvres trong vùng, Nouvelle-Aquitaine, Pháp. Xã này nằm ở khu vực có độ cao trung bình 130 mét trên mực nước biển.